# Звір (село)
Звір — село в Україні, у Самбірському районі Львівської області. Населення становить 257 осіб (2021). Орган місцевого самоврядування — Ралівська сільська громада.
В селі була дерев'яна церква Преображення Господнього, збудована 1792 року, класифікована як пам'ятка архітектури місцевого значення. Споруда згоріла вночі 14 лютого 2010 року,
Під час Другої Світової війни в районі цього села сталася битва УПА з німцями. 27 липня 1944 німці атакували офіцерську школу УПА, що знаходилася тут. В ході бою УПА втратила сім чоловік. Німці втратили близько двадцяти осіб.